# اچ‌ام‌اس موتین (۱۸۰۶)

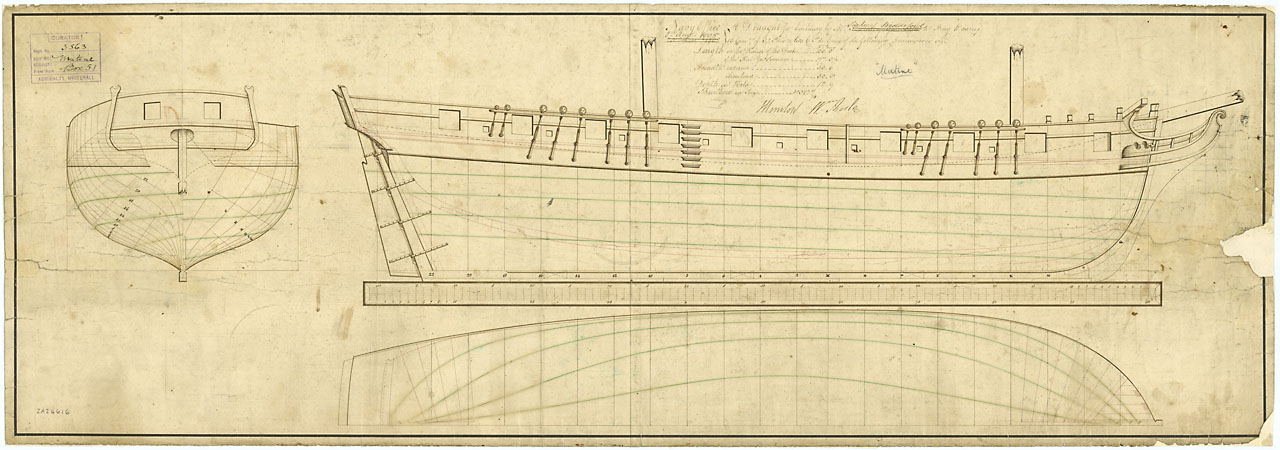
دیزاین کشتی

اچ‌ام‌اس موتین (۱۸۰۶) (به انگلیسی: HMS Mutine (1806)) یک کشتی بود که طول آن ۱۰۰ فوت ۰ اینچ (۳۰٫۵ متر) بود. این کشتی در سال ۱۸۰۶ ساخته شد.